# Benjamin Rossman
Benjamin E. Rossman (10 de fevereiro de 1980) é um matemático e cientista da computação estadunidense-canadense, especialista em teoria da complexidade computacional.
Graduado pela Universidade da Pensilvânia, com um B.A. em 2001 e um M.A. em 2002. Obteve em 2011 um Ph.D. no Instituto de Tecnologia de Massachusetts, orientado por Madhu Sudan, com a tese Average-Case Complexity of Detecting Cliques. De 2010 a 2013 fez o pós-doutorado no Instituto Tecnológico de Tóquio. De 2013 a 2016 foi professor assistente no Kawarabayashi Large Graph Project do National Institute of Informatics. É desde 2016 professor assistente no Departamento de Matemática e Ciência da Computação da Universidade de Toronto.
Recebeu o Prêmio André Aisenstadt de 2018. Foi palestrante convidado do Congresso Internacional de Matemáticos no Rio de Janeiro (2018: Lower Bounds for Subgraph Isomorphism).

## Publicações selecionadas
- Gurevich, Yuri; Rossman, Benjamin; Schulte, Wolfram (2005). «Semantic essence of AsmL». Theoretical Computer Science. 343 (3): 370–412. doi:10.1016/j.tcs.2005.06.017
- Rossman, B. (2005). «Existential Positive Types and Preservation under Homomorphisisms». 20th Annual IEEE Symposium on Logic in Computer Science (LICS' 05). [S.l.: s.n.] pp. 467–476. ISBN 0-7695-2266-1. doi:10.1109/LICS.2005.16
- Demaine, Erik D.; Mozes, Shay; Rossman, Benjamin; Weimann, Oren (2007). «An Optimal Decomposition Algorithm for Tree Edit Distance». Automata, Languages and Programming. Col: Lecture Notes in Computer Science. 4596. [S.l.: s.n.] pp. 146–157. ISBN 978-3-540-73419-2. doi:10.1007/978-3-540-73420-8_15
- Blass, Andreas; Gurevich, Yuri; Rosenzweig, Dean; Rossman, Benjamin (2007). «Interactive small-step algorithms II: Abstract state machines and the characterization theorem». Logical Methods in Computer Science. 3 (4). arXiv:0707.3789. doi:10.2168/LMCS-3(4:4)2007
- Rossman, Benjamin (2008). «Homomorphism preservation theorems». Journal of the ACM. 55 (3): 1–53. doi:10.1145/1379759.1379763
- Rossman, Benjamin (2008). «On the constant-depth complexity of k-clique». Proceedings of the fourtieth annual ACM symposium on Theory of computing - STOC 08. [S.l.: s.n.] 721 páginas. ISBN 9781605580470. doi:10.1145/1374376.1374480
- Rossman, Benjamin (2008). «Homomorphism preservation theorems». Journal of the ACM. 55 (3): 1–53. doi:10.1145/1379759.1379763
- Demaine, Erik D.; Mozes, Shay; Rossman, Benjamin; Weimann, Oren (2009). «An optimal decomposition algorithm for tree edit distance». ACM Transactions on Algorithms. 6: 1–19. arXiv:cs/0604037. doi:10.1145/1644015.1644017
- Kopparty, Swastik; Rossman, Benjamin (2011). «The homomorphism domination exponent». European Journal of Combinatorics. 32 (7): 1097–1114. doi:10.1016/j.ejc.2011.03.009
- Rossman, Benjamin; Servedio, Rocco A.; Tan, Li-Yang (2015). «An Average-Case Depth Hierarchy Theorem for Boolean Circuits». 2015 IEEE 56th Annual Symposium on Foundations of Computer Science. [S.l.: s.n.] pp. 1030–1048. ISBN 978-1-4673-8191-8. arXiv:1504.03398. doi:10.1109/FOCS.2015.67